# Mianmar a 2000. évi nyári olimpiai játékokon
Mianmar az ausztráliai Sydneyben megrendezett 2000. évi nyári olimpiai játékok egyik részt vevő nemzete volt. Az országot az olimpián 4 sportágban 7 sportoló képviselte, akik érmet nem szereztek.

## Atlétika
Férfi
| Versenyző       | Versenyszám | Előfutam | Előfutam | Előfutam | Döntő   | Döntő    |
| Versenyző       | Versenyszám | Idő      | Hely.    | Össz.    | Idő     | Helyezés |
| --------------- | ----------- | -------- | -------- | -------- | ------- | -------- |
| Maung Maung Nge | 5000 m      | 15:12,93 | 19.      | 36.      | kiesett | kiesett  |

Női
| Versenyző | Versenyszám | Előfutam | Előfutam | Előfutam | Elődöntő | Elődöntő | Elődöntő | Döntő   | Döntő    |
| Versenyző | Versenyszám | Idő      | Hely.    | Össz.    | Idő      | Hely.    | Össz.    | Idő     | Helyezés |
| --------- | ----------- | -------- | -------- | -------- | -------- | -------- | -------- | ------- | -------- |
| Cherry    | 400 m gát   | 1:00,81  | 7.       | 30.      | kiesett  | kiesett  | kiesett  | kiesett | kiesett  |

## Íjászat
Női
| Versenyző   | Versenyszám | Selejtező | Selejtező | 64-es főtábla                    | 32-es főtábla     | Nyolcaddöntő      | Negyeddöntő       | Elődöntő          | Döntő             | Helyezés |
| Versenyző   | Versenyszám | Pont      | Kiemelt   | Ellenfél Eredmény                | Ellenfél Eredmény | Ellenfél Eredmény | Ellenfél Eredmény | Ellenfél Eredmény | Ellenfél Eredmény | Helyezés |
| ----------- | ----------- | --------- | --------- | -------------------------------- | ----------------- | ----------------- | ----------------- | ----------------- | ----------------- | -------- |
| Win Thi Thi | Egyéni      | 567       | 62.       | Kim Namszun (KOR) (3.) · 134-167 | kiesett           | kiesett           | kiesett           | kiesett           | kiesett           | 62.      |

## Súlyemelés
Női
| Versenyző    | Versenyszám | Szakítás | Szakítás | Lökés    | Lökés    | Összesen | Helyezés |
| Versenyző    | Versenyszám | Eredmény | Helyezés | Eredmény | Helyezés | Összesen | Helyezés |
| ------------ | ----------- | -------- | -------- | -------- | -------- | -------- | -------- |
| Win Kay Thi  | 48 kg       | 80,0     | 3.*      | 100,0    | 3.*      | 180,0    | 4.       |
| Win Swe Swe  | 53 kg       | 85,0     | 4.*      | 110,0    | 4.*      | 195,0    | 5.       |
| Khin Moe Nwe | 58 kg       | 90,0     | 5.*      | 110,0    | 7.       | 200,0    | 6.       |

* - egy másik versenyzővel azonos eredményt ért el

## Úszás
Női
| Versenyző    | Versenyszám | Előfutam | Előfutam | Előfutam | Elődöntő | Elődöntő | Elődöntő | Döntő   | Döntő    |
| Versenyző    | Versenyszám | Idő      | Hely.    | Össz.    | Idő      | Hely.    | Össz.    | Idő     | Helyezés |
| ------------ | ----------- | -------- | -------- | -------- | -------- | -------- | -------- | ------- | -------- |
| Moe Thu Aung | 50 m gyors  | 26,80    | 1.       | 39.      | kiesett  | kiesett  | kiesett  | kiesett | kiesett  |